# Краснодонуголь
Краснодонуголь — угледобывающее предприятие в Луганской области Украины (под контролем ЛНР), де-юре принадлежит группе «МЕТИНВЕСТ» компании «System Capital Management» (СКМ) Рината Ахметова).

## История
После провозглашения независимости Украины в 1991 году «Краснодонуголь» перешёл в ведение министерства угольной промышленности Украины.
В марте 1995 года Верховная Рада Украины внесла «Краснодонуголь» в перечень предприятий и организаций, приватизация которых запрещена в связи с их общегосударственным значением.
В августе 1997 года «Краснодонуголь» был включён в перечень предприятий и организаций, имеющих стратегическое значение для экономики и безопасности Украины.
В 2001 году добыча угля составляла 5125,03 тысяч тонн (6,1 % по объемам добычи угля в стране).
14 апреля 2010 года в ОАО «Краснодонуголь» начался ежегодный месячник по охране труда, целью которого является профилактика производственного травматизма и повышение уровня знаний по охране труда среди членов коллективов шахт. Месячник проводился в преддверии 28 апреля — Всемирного дня охраны труда.
Также среди всех работников ОАО «Краснодонуголь» проходил конкурс «Лучшее предложение, направленное на повышение уровня безопасности и охраны труда на каждом рабочем месте» и был организован сбор предложений работников по совершенствованию системы безопасного ведения работ и охраны труда. Все собранные предложения будут рассмотрены руководством ОАО «Краснодонуголь» и теркома Профсоюза, а лучшие предложения будут рекомендованы к внедрению на практике. 26 апреля 2011 года ОАО «Краснодонуголь» сменило тип акционерного общества на ПАО.
В конце февраля 2017 года работа всех шахт была приостановлена из-за блокады ЖД-сообщения между подконтрольной и неподконтрольной правительству Украины частями Луганской области. 15 марта 2017 года Группа «Метинвест» объявила о полной потере контроля над рядом предприятий оказавшихся на территории под контролем ДНР и ЛНР, в том числе над ПАО «Краснодонуголь».

## Структура
В объединение входят 6 шахт:
1. Шахта «Ореховская» (г. Молодогвардейск)(Не работает)
2. Шахта имени 50 лет СССР (г. Молодогвардейск)(Не работает,используется как склад)
3. Шахта имени Баракова (г. Краснодон)
4. Шахта «Молодогвардейская» (г. Молодогвардейск)
5. Шахта «Самсоновская-Западная» (г. Молодогвардейск, с. Самсоновка)
6. Шахта «Суходольская-Восточная» (г. Суходольск)

- Шахта «Дуванная» (г. Суходольск) — находится в законсервированном состоянии с 2013 года

2 ГОФ:
1. «Дуванская»
2. «Самсоновская»

А также: транспортное предприятие «Уголь», «Краснодонпогрузтранс», ремонтно-механический завод, узел производственно-технической связи, информационно-вычислительный центр, «Краснодонуглепоставка», управление породных отвалов и рекультивации земель, «Энергоснабжение».
Закрылись согласно программе закрытия неперспективных шахт:
- 1996 — «Донецкая»
- 1997 — «Краснодарская-Южная»
- 1998 — «Победа», Шахта «Суходольская № 1»
- 2009 — Шахта «Таловская»
- 2012 — Шахта «Дуванная» (г. Суходольск)